# Rudolf Schwarz
Rudolf Schwarz (29 de abril de 1905 – 30 de enero de 1994) fue un director de orquesta austríaco nacionalizado británico. Fue en el Reino Unido donde desarrolló la parte final de su carrera artística.

## Biografía
Alumno del compositor Hans Gál, hizo su debut como director en Düsseldorf en 1924. Se trasladó a Karlsruhe en 1927 como primer director de la orquesta de la ciudad, pero fue expulsado por el régimen nazi en abril de 1933 debido a su condición de judío. Permaneció en prisión entre 1939 y 1940, fue obligado a hacer trabajos forzados en 1941 y volvió a ser arrestado en 1942. En mayo de 1943 fue deportado en Auschwitz y en 1945 fue trasladado al campo de concentración de Belsen.
Después de la Segunda Guerra Mundial se trasladó a Gran Bretaña, donde dirigió las orquestas de Birmingham de Bournemouth y de la BBC.

## Discografía
Schwarz grabó numerosas obras sinfónicas del repertorio romántico y posromántico, y acompañó a los mejores solistas de su momento. Algunas de sus grabaciones gozan de gran prestigio, como las siguientes:
- Mahler, Sinfonía nº 5, Orquesta Sinfónica de Londres.
- Schumann:
  - Concierto para piano, Arthur Rubinstein (piano), Orquesta Sinfónica de la BBC.
  - Concierto para piano, Myra Hess (piano), Orquesta Philharmonia.

- Datos: Q85948
- Multimedia: Rudolf Schwarz (conductor) / Q85948